# Anthering
Anthering (bavarese: Ãdaring) è un comune austriaco di 3 721 (1.1.2017) abitanti nel distretto di Salzburg-Umgebung, nel Salisburghese.